# Terasterna
Terasterna es un género de ácaros perteneciente a la familia Haemogamasidae.

## Especies
El género comprende las siguientes especies:
- Terasterna emeiensis (Zhou, 1981)
- Terasterna gongshenensis (Tian & Gu, 1989)
- Terasterna nanpingensis (Zhou, Chen & Wen, 1982)
- Terasterna parascaptoris (Wang & Li, 1965)
- Terasterna yunlongensis (Gu & Fang, 1987)